# کری (رمان)
کری (انگلیسی: Carrie) رمانی از نویسنده آمریکایی استیون کینگ است. این نخستین رمان چاپ‌شده او بود که در ۵ آوریل ۱۹۷۴ توزیع و نخستین بار حدود ۳۰٬۰۰۰ نسخه از آن چاپ شد.